# Tân Hồng (xã)
Tân Hồng là một xã thuộc huyện Bình Giang, tỉnh Hải Dương, Việt Nam.
Xã Tân Hồng có 4 thôn gồm: thôn Mộ Trạch, Trạch Xá, Tuyển Cử, My Cầu. Diện tích đất tự nhiên 703 ha, có 445,3 ha đất nông nghiệp chủ yếu là cấy lúa 2 vụ. Xã có 1736 hộ với 6128 khẩu.
Tân Hồng có làng Mộ Trạch nổi tiếng cả nước với tên gọi Làng tiến sĩ xứ Đông. Trong thời kỳ phong kiến làng Mộ Trạch có 36 Tiến sĩ, phát huy truyền thống khoa bảng hàng năm Tân Hồng có từ 35 - 40 em đỗ vào các trường đại học. Nơi đây cũng là nơi phát tích của dòng họ Vũ - Võ Việt Nam, hàng năm vào ngày 8 tháng giêng âm lịch (là ngày hội làng) có hàng chục nghìn người là con cháu dòng họ Vũ - Võ khắp cả nước về dự hội. Năm 2010 bà con dòng họ đã xây dựng ngôi mộ tổ (thờ cụ Vũ Hồn) rất to đẹp trị giá gần 10 tỷ đồng.
Ngoài thôn Mộ Trạch còn có thôn Trạch Xá cũng là thôn thờ Thành hoàng làng Vũ Hồn, cũng tổ chức lễ hội vào ngày 8 tháng giêng âm lịch, tuy không đông khách dự hội như thôn Mộ Trạch nhưng hàng năm cũng có hàng trăm người về dự hội.
Lãnh đạo chủ chốt của xã nhiệm kỳ 2011 - 2016:
- Bí thư Đảng ủy: Vũ Huy Cường - kiêm Chủ tịch HĐND xã.
- Phó Bí thư - Chủ tịch ủy ban nhân dân xã: Vũ Nhật Kha.
- Phó Bí thư TT: Vũ Văn Xuân.
- Phó Chủ tịch HĐND: Dương Xuân Khoát.
- Phó Chủ tịch ủy ban nhân dân xã: Nguyễn Văn Khâm.
Đường trục chạy dọc xã cũng đang được làm mới với chiều dài 3,8 km, chiều rộng mặt đường 10 m.